# Little Melton
Little Melton ist ein Dorf im Außenbereich von Norwich in South Norfolk im District Norfolk, England. Es bedeckt eine Fläche von 2,75 km² und hatte im Jahr 2001 eine Bevölkerung von 851, verteilt auf 373 Haushalte.